# اثرات کوتاه مدت مصرف الکل

طبق نتایج مطالعات ISCD 2010، که در آن به طبقه‌بندی میزان خسارت ناشی از مصرف داروها پرداخته شده؛ الکل با کسب ۷۲ درصد از این میزان، بیشترین ضرر را در بین داروها داشته‌است.

اثرات کوتاه مدت مصرف الکل (به‌طور خاص اتانول)، با نوشیدنِ دوز پایین از آبجو، شراب، نوشیدنی تقطیری یا سایر مشروبات الکلی از کاهش اضطراب و مهارت‌های حرکتی و سرخوشی به وجود می‌آید. اما مصرف کننده با استفاده از دوزهای بالاتر باعث ایجاد مستی، حیرت، عدم آگاهی، فراموشی قبل از عمل (خاموشی حافظه) و افسردگی سیستم عصبی مرکزی. غشای سلولی می‌شود، بنابراین به محض اینکه الکل در جریان خون قرار دارد، می‌تواند تقریباً در هر سلول بدن پخش شود.
اندازه‌گیری غلظت الکل در خون به وسیله محتوای الکل خون (BAC) است. میزان و شرایط مصرف نیز نقش مهمی در تعیین میزان مسمومیت و مستی دارد. به عنوان مثال، خوردن یک وعده غذایی سنگین قبل از مصرف الکل باعث می‌شود که الکل آهسته‌تر جذب شود. میزان مصرف الکل تا حد زیادی میزان خماری را تعیین می‌کند، اگرچه دهیدراسیون نیز در این مورد نقش دارد. ممکن است مصرف کننده بعد از نوشیدن بیش از حد، دچار گیجی یا بیهوشی شود. مقادیر زیاد مصرف می‌تواند باعث مسمومیت با الکل و مرگ شود. در حقیقت، متوسط دوز کشنده غلظت جریان خون، ۰٫۳۶ درصد است. همچنین این احتمال وجود دارد که مصرف الکل باعث اختناق و موجب مرگ غیر مستقیم مصرف کننده شود. الکل می‌تواند باعث تشدید در مشکلات خواب نیز شود.